# Lazkî, Horol
Lazkî (în ucraineană Лазьки) este un sat în comuna Musiivka din raionul Horol, regiunea Poltava, Ucraina.

## Demografie
Componența lingvistică a localității Lazkî
     Ucraineană (97,51%)
     Rusă (2,49%)
Conform recensământului din 2001, majoritatea populației localității Lazkî era vorbitoare de ucraineană (97,51%), existând în minoritate și vorbitori de rusă (2,49%).